# Killichonan

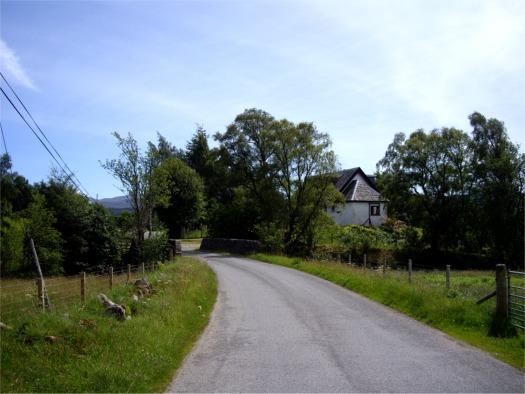
Ortseinfahrt von Killichonan

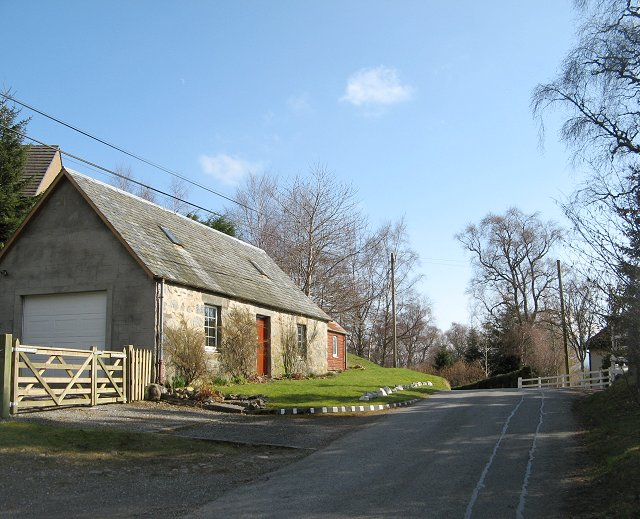
Bauernhof in Killichonan

Killichonan ist eine kleine Ortschaft, die im Norden von Schottland zwischen Inverness im Norden und Perth im Südosten in der Council Area Perth and Kinross liegt. Im Rahmen der historischen Gliederung Schottlands in Civil Parishes zählt es zu Fortingall, das zu Perthshire gehörte.

## Geographie
Killichonan liegt in einer dünn besiedelten Gegend, wenig nördlich des Sees Loch Rannoch. Etwas östlich verläuft das westliche, rechte Ufer des von Norden kommenden Baches Killichonan Burn, kurz vor dessen Mündung in den See.

## Historisches
Etwas südöstlich findet sich mit dem Killichonan Graveyard der Friedhof des Ortes. Er ist seit 1981 als Listed Building der Kategorie C ausgewiesen und steht somit unter Denkmalschutz.